# Diclidurus ingens
Diclidurus ingens је сисар из реда слепих мишева (Chiroptera).

## Угроженост
Подаци о распрострањености ове врсте су недовољни.

## Распрострањење
Ареал врсте покрива средњи број држава. 
Врста је присутна у Бразилу, Венецуели, Колумбији, Гвајани, Еквадору (непотврђено) и Перуу.

## Станиште
Станишта врсте су шуме и речни екосистеми.